# Cyriakkapelle

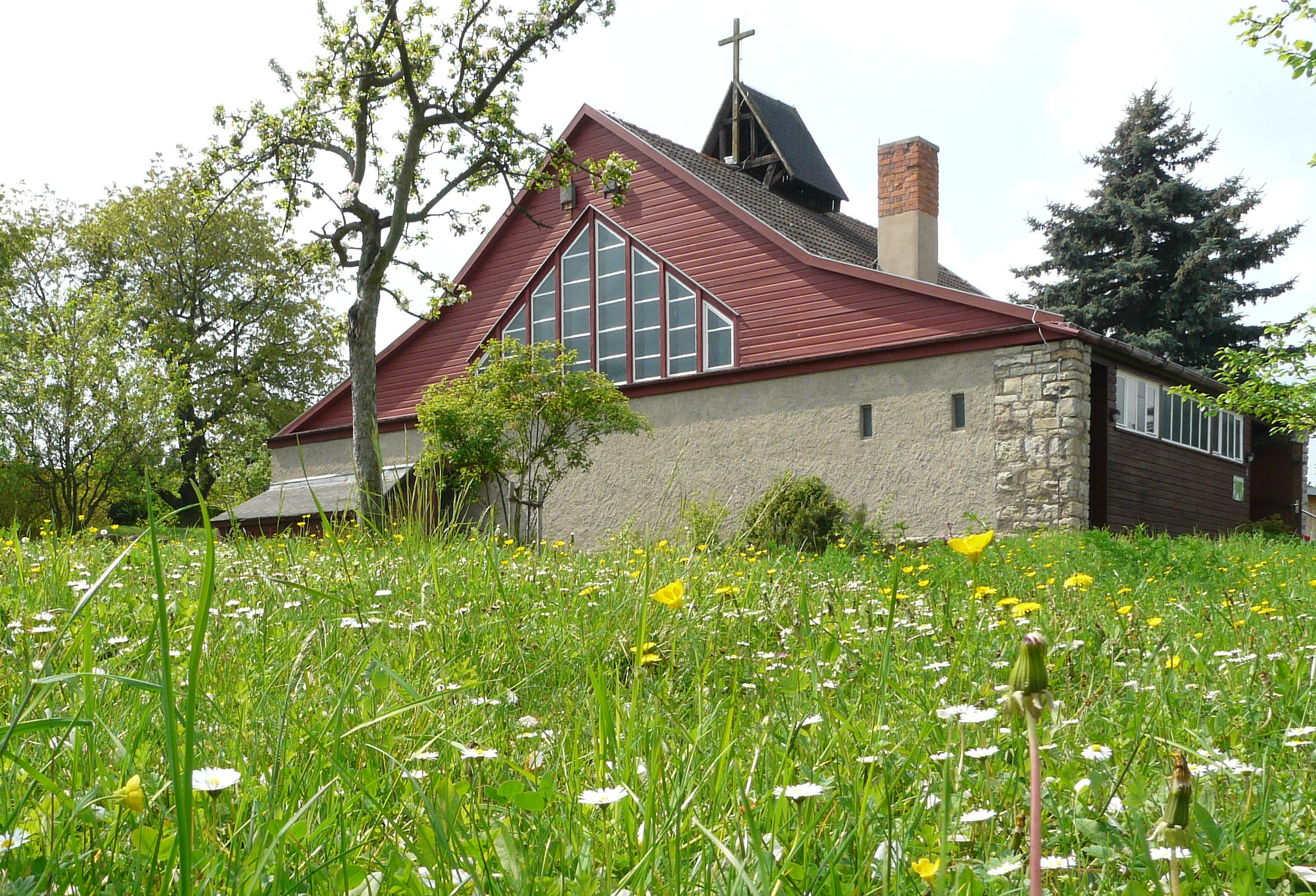
Die Cyriakkapelle Erfurt im Frühjahr 2009

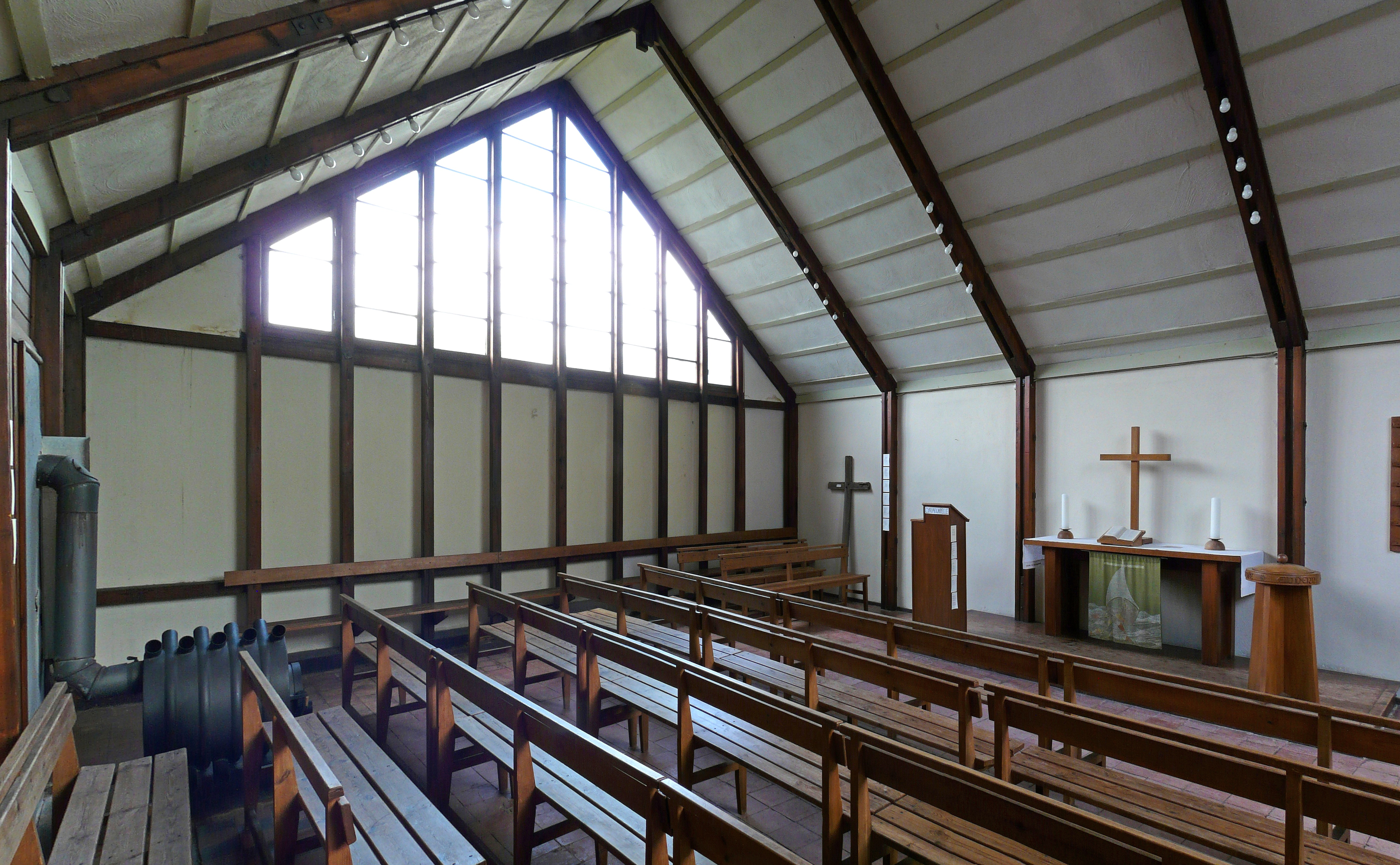
Innenansicht der Cyriakkapelle Erfurt, August 2009

Die Cyriakkapelle in Erfurt ist eine so genannte Diasporakapelle des Architekten Otto Bartning. Im Jahr 1950 erbaut, gehört sie zum Serienkirchen-Folgeprogramm der Bartning-Notkirchen. Sie steht im Südwesten Erfurts in der Cyriaksiedlung und ist eine Kirche der Evangelischen Predigergemeinde.

## Besonderheiten
Beim Bau der Kapelle wurde mit Einwilligung Bartnings von Anfang an auf den Einbau der serientypischen Altarnische verzichtet und stattdessen aus den Räumen von Sakristei, Teeküche und Eingangsraum eine kleine Wohnung gebildet, in welcher eine Gemeindeschwester wohnte. Durch die 1963 erfolgte Verbreiterung der Wohnung wurde auch die Außenform der Kapelle verändert: Ist die typische Form der Bartningschen Diasporakapellen durch das asymmetrische Dach bestimmt, das auf der einen Seite gerade abfällt und auf der anderen durch einen Knick ausgestellt ist, so hat die Cyriakkapelle als einzige diesen Knick auf beiden Seiten.
Die Cyriakkapelle steht seit 8. März 2001 unter Denkmalschutz. Sie ist weitgehend im Originalzustand erhalten.
Im Jahr 2009 fand in der Kapelle die OBAK-Ausstellung „Otto Bartning und das (andere) Bauhaus“ statt.